# Abington (inslagkrater)
Abington is een inslagkrater op Venus. Abington is genoemd naar de Britse actrice Frances Abington (1737-1815).
De krater heeft een diameter van 21,7 kilometer en bevindt zich in het quadrangle Themis Regio (V-53).